# Dmitrij Ivanovič vnuk
Dmitrij Ivanovič vnuk (rusky Дмитрий Иванович Внук, 1483–1509) byl velkokníže moskevský v letech 1498 až 1502.

## Původ
Rodiči Dmitrije byli Ivan Ivanovič Mladý, následník Moskevského knížectví, a Jelena, dcera moldavského knížete Štěpána III. Velikého. Po smrti svého otce v roce 1490 se stal presumptivním následníkem Moskevské Rusi. V únoru 1498 Ivan III. svého vnuka Dmitrije korunoval na velkoknížete vladimirského, moskevského a celé Rusi.
Ani po udělení oficiálního titulu a postavení v knížectví nedisponoval Dmitrij Ivanovič politickou mocí. Na druhou stranu, v roce 1499 jeho strýc Vasilij od Ivana III. získal vládu nad Novgorodem a Pskovem.
Během následujících 3 let se moskevský dvůr stal místem intrik mezi stoupenci Dmitrije, především jeho matkou Jelenou na jedné straně, a stoupenci Ivanova druhorozeného syna Vasilije na straně druhé, podporovanými matkou Vasilije a také druhou ženou Ivana III., Žofií Paleologovnou.
11. dubna 1502 nechal Ivan III. Dmitrije a jeho matku Jelenu uvěznit. O tři roky později učinil Ivan Vasilije samovládcem vší Rusi. Roku 1509 Dmitrij ve vězení zemřel.